# Coilodera kalimantanica
Coilodera kalimantanica är en skalbaggsart som beskrevs av Miksic 1972. Coilodera kalimantanica ingår i släktet Coilodera och familjen Cetoniidae. Inga underarter finns listade i Catalogue of Life.